# Hans Erdmann (Musikpädagoge)
Hans Erdmann (* 13. Februar 1911 in Neubrandenburg; † 15. Februar 1986 in Lübeck) war ein deutscher Musikpädagoge, Musikwissenschaftler und Philologe.

## Leben
Hans Erdmann wurde 1911 in Neubrandenburg als Sohn eines Lokomotivführers geboren. Er besuchte nach dem am Schweriner Realgymnasium abgelegten Abitur das Pädagogische Institut in Rostock. In den Jahren 1932 bis 1935 war er zunächst als Volksschullehrer tätig. Es folgte ein Studium der Musikwissenschaft, Philologie und Psychologie, das er 1939 mit der Promotion in Rostock abschloss. Die weiteren beruflichen Tätigkeiten waren Dozent für Musikerziehung an der Hochschule für Lehrerbildung Rostock von 1939 bis 1942 und dann bis 1945 Musikerzieher an der Lehrerbildungsanstalt in Güstrow.
Zwischen 1945 und 1946 war Erdmann Dozent für Musikerziehung und Psychologie im Lehrerbildungskurs Schwerin und anschließend bis 1958 Musiklehrer an der Goethe-Oberschule Schwerin. Er war maßgeblich am Aufbau des Mecklenburgischen Volksliedarchivs beteiligt und von 1952 bis 1958 auch dessen Leiter.
Nach dem Verlassen der DDR war die nächste Station Erdmanns ab 1958 die Hansestadt Lübeck, zuletzt im Schuldienst am Gymnasium Katharineum. Nebenher war er von 1958 bis 1978 Musikkritiker der Lübecker Nachrichten. 1981 erhielt er den Mecklenburger Kulturpreis der Landsmannschaft Mecklenburg.
Erdmanns Schaffen waren neben seiner pädagogischen Arbeit Abhandlungen zu musikwissenschaftlichen Themen in der Fachpresse und Nachschlagewerken, wie auch die erneute Herausgabe von Werken alter Meister oder die Sammlung von niederdeutschem Liedgut.
Hans Erdmann starb zwei Tage nach seinem 75. Geburtstag in Lübeck.

## Werke (Auswahl)

### Herausgeber
- Johann Wilhelm Hertel. Sonate in D-moll für Cembalo oder Klavier, Bärenreiter-Verlag, Kassel 1950
- Giuseppe Tartini. Sinfonia in A major, C.538, Bärenreiter-Verlag, Kassel 1950
- Giuseppe Tartini. Sinfonia in D major, C.551/78, Schott, Mainz 1956
- Joseph Haydn. Divertimento in D major, Hob.III:D3, Schott, Mainz 1955

### Autor
- Schulmusik in Mecklenburg-Schwerin: von Pestalozzi bis zum Ende des 19. Jahrhunderts. Hinstorff, Rostock 1940,
(Zugleich: Dissertation, Universität Rostock 1940)
- Goethe im volkstümlichen Lied. Petermänken, Schwerin 1949
- Volkslieder aus Mecklenburg.
Liedauswahl und Kommentar: Hans Erdmann, Einband und Illustrationen: Rudolf Gahlbeck, Petermänken, Schwerin 1960
- musikwissenschaftliche Aufsätze in Die Musik in Geschichte und Gegenwart. Band 6, 1957 und Band 12, 1965
- Mitarbeit am Riemann Musiklexikon. 1959–1974
- Mitarbeit am Grove Dictionary of Music and Musicians. 10 Bände, 1954–1961
- Das plattdeutsche Lied in neuerer Zeit. Vortrag 1962
- Zur musikalischen Praxis des mecklenburgischen Volkstanzes. In: Deutsches Jahrbuch für Volkskunde. 1956
- Zu Adrian Petit Coclicos Aufenthalt in Mecklenburg. In: Die Musikforschung. 1966
- Musikbeziehungen zwischen Lübeck und Mecklenburg-Schwerin. In: Der Wagen. Lübeck 1967
- Schwerin als Stadt der Musik. Schmidt-Römhild, Lübeck 1967
- Beitrag zur Geschichte der Musikerfamilie Berwald. In: Die Musikforschung. 1970[2]